# Dusona carpinellae
Dusona carpinellae là một loài tò vò trong họ Ichneumonidae.